# Aubeterre-sur-Dronne
Aubeterre-sur-Dronne är en kommun i departementet Charente i regionen Nouvelle-Aquitaine i västra Frankrike. Kommunen ligger  i kantonen Aubeterre-sur-Dronne som ligger i arrondissementet Angoulême. År 2022 hade Aubeterre-sur-Dronne 318 invånare.

## Befolkningsutveckling
Antalet invånare i kommunen Aubeterre-sur-Dronne
Referens:INSEE